# Norðdepil
Norðdepil este un oraș din Insulele Faroe.